# Elliot Scott
Elliot Scott (* 19. Juli 1915 in London; † 29. Oktober 1993 in Hillingdon, Middlesex) war ein britischer Filmarchitekt. 

## Leben
Elliot Scott begann seine Karriere 1954 bei der Fernsehserie The Vise und mit der Filmkomödie Ein Königreich für eine Frau (1955). Bis 1976 arbeitete er als Artdirector, anschließend als Produktionsdesigner. Er war eine der Schlüsselfiguren von Metro-Goldwyn-Mayers englischem Büro in Borehamwood. Seine letzte Arbeit war für den Abenteuerfilm Indiana Jones und der letzte Kreuzzug (1989). 
Für seine Arbeit wurde er insgesamt drei Mal für den Oscar nominiert: erstmals 1965 für die Tragikomödie Nur für Offiziere, sodann 1977 für den autobiografischen Film Die unglaubliche Sarah und letztmals 1989 für den Fantasyfilm Falsches Spiel mit Roger Rabbit. Für das letzte Szenenbild wurde er außerdem für den BAFTA Film Award nominiert.
Sein Sohn Stephen Scott ist ebenfalls Produktionsdesigner, unter anderem für den Actionfilm Indiana Jones und der Tempel des Todes zusammen mit seinem Vater und für die beiden Hellboy-Filme.

## Filmografie (Auswahl)
- 1954–1955: The Vise (Fernsehserie)
- 1957: I Accuse!
- 1958: Der Sündenbock (The Scapegoat)
- 1962: Der Inspektor (The Inspector / Lisa)
- 1964: Nur für Offiziere (The Americanization of Emily)
- 1965: Geheimaktion Crossbow (Operation Crossbow)
- 1976: Die unglaubliche Sarah (The Incredible Sarah)
- 1984: Indiana Jones und der Tempel des Todes (Indiana Jones and the Temple of Doom)
- 1986: Die Reise ins Labyrinth (Labyrinth)
- 1988: Falsches Spiel mit Roger Rabbit (Who Framed Roger Rabbit?)
- 1989: Indiana Jones und der letzte Kreuzzug (Indiana Jones and the Last Crusade)